# فرانك لامبريشت
فرانك لامبريشت (بالألمانية: Frank Lamprecht)‏ (و. 1968  م) هو لاعب شطرنج، ومؤلف ألماني.

## روابط خارجية
- فرانك لامبريشت على موقع الاتحاد الدولي للشطرنج (الإنجليزية)
- فرانك لامبريشت على موقع مباريات الشطرنج (الإنجليزية)
- فرانك لامبريشت على موقع 365Chess.com (الإنجليزية)
- فرانك لامبريشت على موقع Chesstempo.com (الإنجليزية)